# Istanbul Cup 2022
Istanbul Cup 2022, oficiálně TEB BNP Paribas Tennis Championship Istanbul 2022, byl tenisový turnaj hraný jako součást ženského okruhu WTA Tour na otevřených antukových dvorcích Istanbulského tenisového centra. Konal se mezi 18. až 24. dubnem 2022 v turecké metropoli Istanbulu jako patnáctý ročník turnaje.
Turnaj s rozpočtem 239 477 dolarů patřil do kategorie WTA 250. Nejvýše nasazenou hráčkou ve dvouhře se opět stala dvacátá třetí tenistka světa a obhájkyně finálové účasti Elise Mertensová z Belgie. Jako poslední přímá účastnice do dvouhry nastoupila 88. hráčka žebříčku, Italka Martina Trevisanová.
V důsledku invaze Ruska na Ukrajinu na konci února 2022 řídící organizace tenisu ATP, WTA a ITF s grandslamy rozhodly, že ruští a běloruští tenisté mohli dále na okruzích startovat, ale do odvolání nikoli pod vlajkami Ruska a Běloruska.
Premiérový titul na okruhu WTA Tour vybojovala 21letá kvalifikantka z konce první světové stovky Anastasija Potapovová. Po triumfu Tatjany Mariové na Copa Colsanitas se v probíhající sezóně stala druhou vítězkou dvouhry, jež musela odehrát kvalifikaci. Třetí deblové tituly na túře WTA získaly Češka Marie Bouzková se Španělkou Sarou Sorribesovou Tormovou.

## Rozdělení bodů a finančních odměn

### Rozdělení bodů
| Soutěž  | Soutěž | vítězky | finalistky | semifinalistky | čtvrtfinalistky | 16 v kole | 32 v kole | Q  | Q2 | Q1 |
| ------- | ------ | ------- | ---------- | -------------- | --------------- | --------- | --------- | -- | -- | -- |
| dvouhra | [ 1 ]  | 280     | 180        | 110            | 60              | 30        | 1         | 18 | 12 | 1  |
| čtyřhra | [ 5 ]  | 280     | 180        | 110            | 60              | 1         | —         | —  | —  | —  |

### Finanční odměny
| Soutěž                                | Soutěž      | vítězky  | finalistky | semifinalistky | čtvrtfinalistky | 16 v kole | 32 v kole | Q2      | Q1      |
| ------------------------------------- | ----------- | -------- | ---------- | -------------- | --------------- | --------- | --------- | ------- | ------- |
| dvouhra                               | [ 1 ] [ 6 ] | 31 000 $ | 18 037 $   | 10 100 $       | 5 800 $         | 3 675 $   | 2 675 $   | 2 000 $ | 1 300 $ |
| čtyřhra                               | [ 5 ]       | 10 800 $ | 6 300 $    | 3 800 $        | 2 300 $         | 1 750 $   | —         | —       | —       |
| částky ve čtyřhře jsou uváděny na pár |             |          |            |                |                 |           |           |         |         |

## Ženská dvouhra

### Nasazení
| Stát                          | Hráčka                   | WTA | Nasazení |
| ----------------------------- | ------------------------ | --- | -------- |
| Belgie                        | Elise Mertensová         | 23. | 1.       |
| Rumunsko                      | Sorana Cîrsteaová        | 24. | 2.       |
|                               | Veronika Kuděrmetovová   | 29. | 3.       |
| Ukrajina                      | Anhelina Kalininová      | 36. | 4.       |
| Švýcarsko                     | Jil Teichmannová         | 37. | 5.       |
| Austrálie                     | Ajla Tomljanovićová      | 42. | 6.       |
| Španělsko                     | Sara Sorribesová Tormová | 49. | 7.       |
| Česko                         | Tereza Martincová        | 50. | 8.       |
| Žebříček WTA k 11. dubnu 2022 |                          |     |          |

### Jiné formy účasti
Následující hráčky obdržely divokou kartu do hlavní soutěže:
- Nikola Bartůňková
- İpek Özová
- Pemra Özgenová

Následující hráčky postoupily z kvalifikace:
- Lesja Curenková
- Ana Bogdanová
- Julia Grabherová
- Wang Čchiang
- Marina Melnikovová
- Anastasija Potapovová

Následující hráčky postoupily z kvalifikace jako šťastné poražené:
- Kamilla Rachimovová
- Jaimee Fourlisová

### Odhlášení
před zahájením turnaje
- Caroline Garciaová → nahradila ji  Anna Karolína Schmiedlová
- Marta Kosťuková → nahradila ji  Arantxa Rusová
- Camila Osoriová → nahradila ji  Marie Bouzková
- Čeng Čchin-wen → nahradila ji  Anna Bondárová
- Aljaksandra Sasnovičová → nahradila ji   Kamilla Rachimovová
- Kateřina Siniaková → nahradila ji  Greet Minnenová
- Clara Tausonová → nahradila ji  Rebecca Petersonová
- Alison Van Uytvancková → nahradila ji  Jaimee Fourlisová

## Ženská čtyřhra

### Nasazení
| Stát                                                                       | Hráčka                 | Stát      | Hráčka                   | WTA  | Nasazení |
| -------------------------------------------------------------------------- | ---------------------- | --------- | ------------------------ | ---- | -------- |
|                                                                            | Veronika Kuděrmetovová | Belgie    | Elise Mertensová         | 7.   | 1.       |
| USA                                                                        | Caty McNallyová        | Belgie    | Alison Van Uytvancková   | 85.  | 2.       |
| Česko                                                                      | Marie Bouzková         | Španělsko | Sara Sorribesová Tormová | 100. | 3.       |
| USA                                                                        | Kaitlyn Christianová   |           | Lidzija Marozavová       | 132. | 4.       |
| Žebříček WTA k 11. dubnu 2022; číslo je součtem umístění obou členek páru. |                        |           |                          |      |          |

### Jiné formy účasti
Následující páry obdržely divokou kartu do čtyřhry:
- Ayla Aksuová /  Zeynep Sönmezová
- Berfu Cengizová /  İpek Özová

Následující páry nahradily odstoupivší dvojice:
- Angelina Gabujevová /   Anastasija Zacharovová
- Marina Melniková /   Anastasija Tichonovová

### Odhlášení
před zahájením turnaje
- Caty McNallyová /   Anna Kalinská → nahradily je  Caty McNallyová /  Alison Van Uytvancková
- Kirsten Flipkensová /  Sara Sorribesová Tormová → nahradily je   Anastasija Potapovová /  Rebecca Petersonová

## Přehled finále

### Ženská dvouhra
- Anastasija Potapovová vs. Veronika Kuděrmetovová, 6–3, 6–1

### Ženská čtyřhra
- Marie Bouzková /  Sara Sorribesová Tormová vs. Natela Dzalamidzeová / Kamilla Rachimovová, 6–3, 6–4